# Exosquad
Exosquad è una serie televisiva a disegni animati prodotta nel 1993 da Universal Animation Studios; è composta da due stagioni per un totale di 52 episodi.
È stata messa in onda dal 21 marzo 1996 alle 17:30 su Canale 5 all'interno del contenitore Bim Bum Bam, salvo poi essere spostata nella mattina di Italia 1 dall'8 aprile dello stesso anno.

## Trama
Ambientato nel 2119, narra un gruppo di ragazzi e ragazze che hanno in dotazione sofisticate apparecchiature esoscheletriche, simili a piccoli robot monoposto. Si battono contro i Neosapiens, supermutanti partoriti dall'ingegneria genetica che tiranneggiano le colonie di Marte e Venere.

## Personaggi
- Lt. /Wing Cmdr. J.T. Marsh
- Lt. Nara Burns
- Lt. Margaret "Maggie" Weston
- Sgt. Rita Torres
- Alec DeLeon
- Wolf Bronsky
- Kaz Takagi
- Marsala
- Phateon

## Doppiaggio
| Personaggio              | Doppiatore originale | Doppiatore italiano |
| ------------------------ | -------------------- | ------------------- |
| J.T. Marsh               | Robby Benson         | Claudio Moneta      |
| Nara Burns               | Lisa Ann Beley       |                     |
| Margaret "Maggie" Weston | Teryl Rothery        |                     |
| Rita Torres              | Janyse Jaud          | Elisabetta Mazzotti |
| Alec DeLeon              | John Payne           |                     |
| Wolf Bronsky             | Michael Donovan      |                     |
| Kaz Takagi               | Michael Benyaer      |                     |
| Marsala                  | Garry Chalk          | Pietro Ubaldi       |
| Phaeton                  | Richard Newman       | Mario Zucca         |